# Lye, West Midlands
Lye är en ort i distriktet Dudley, i grevskapet West Midlands, i England. Lye var en civil parish från 1866 till 1974. Civil parish hade 4 769 invånare år 1951.